# Rap sin Corte L
Rap sin Corte L es una canción del rapero malagueño Foyone y el productor Sceno en colaboración de los artistas Kase O, Elio Toffana, Ptazeta, Ayax y Prok, Spok Sponha, Craneo, Bejo, Easy-S, Moneo, FERNANDO COSTA, Dollar, Sofia Gabanna, ToteKing, Las Ninyas del Coro y Recycled J.

## Antecedentes y recepción
La canción se llevó al cabo por la serie de freestyles titulados #RapSinCorte que hacía Foyone en sus inicios. Al llegar al 50º sesión, quiso celebrarlo con 18 artistas. Fue producida por Sceno, y la letra fue compuesta con todos los artistas que aparece en la canción. El vídeoclip fue rodado en el Real Teatro de Aranjuez, con la esencia de los demás "RapSinCorte".La canción consiguió casi 2 millones de reproducciones en YouTube, siendo en su momento top 1 en tendencias de la plataforma, y en 1 mes, consiguió 4 millones.

## Historia
Cuando Foyone no tenía un estudio con el que grabar canciones, llamó a un amigo suyo llamado Garuda para que les grabara en una playa. Él dijo: "tengo aquí una letra, me pongo los cascos y nos la grabamos". Y así siguió hasta el "Rap sin Corte L". Lo tenían pensado desde el nº 45, así que se reunieron todos los que pudieron el mismo día y lo grabaron. Según el propio Pedro, el grupo Natos y Waor no pudieron participar en la canción por dificultad de horarios